# Pholcus taishan
Pholcus taishan là một loài nhện trong họ Pholcidae. Loài này được phát hiện ở Trung Quốc.